# WTA Austin 1975
Il WTA Austin 1975 è stato un torneo di tennis giocato sul cemento. È stata la 1ª edizione del torneo, che fa parte dei Tornei di tennis femminili indipendenti nel 1975. Si è giocato ad Austin negli USA dal 18 al 19 aprile 1975.

## Campionesse

### Singolare
Chris Evert ha battuto in finale  Billie Jean King con il punteggio di 4–6, 6–3, 7–6

### Doppio
- Doppio non disputato